# Kirchberg in Tirol
Pour les articles homonymes, voir Kirchberg.
Kirchberg in Tirol est une commune autrichienne, située dans le Tyrol, il s'agit aussi d'une station de sports d'hiver.
Il est arrivé que la ville accueille des compétitions internationales dont la coupe du monde de ski alpin.